# Goodmanham
Goodmanham est un village et une paroisse civile du Yorkshire de l'Est, en Angleterre. Il est situé à 3 km au nord-est de la ville de Market Weighton. Au moment du recensement de 2011, il comptait 244 habitants.
Dans son Histoire ecclésiastique du peuple anglais, achevée en 731, l'historien Bède le Vénérable mentionne un lieu de culte païen situé à Godmunddingaham : lorsque le roi Edwin de Northumbrie se convertit au christianisme en 625, le grand prêtre Coifi se charge lui-même de détruire les anciennes idoles. Au XIe siècle, le village apparaît dans le Domesday Book sous le nom Gudmundham.